# Bernard Herrmann
Bernard Herrmann (Nova York, 29 de juny de 1911 - Hollywood, 24 de desembre de 1975) va ser un compositor nord-americà de música de cinema.

Com a director d'orquestra, va defensar la música de compositors menys coneguts. És considerat àmpliament com un dels més grans compositors de cinema.
| «                                      | Durant quatre dècades, va revolucionar la partitura de pel·lícules abandonant les tècniques musicals il·lustratives que dominaven Hollywood als anys 30 i imposant el seu propi vocabulari harmònic i rítmic peculiar. | » |
| — Alex Ross (1996), The New York Times | |   |

Guanyador dels Premis de l'Acadèmia per All That Money Can Buy(The Devil and Daniel Webster, 1941), Herrmann és conegut per les seves col·laboracions amb Alfred Hitchcock , en particular L'home que sabia massa (The Man Who Knew Too Much, 1956) (on fa un cameo com a director d'orquestra al Royal Albert Hall), Vertigen (D'entre els morts) (1958), Perseguit per la mort (North by Northwest, 1959), Psicosi (Psycho, 1960), Els ocells (The Birds, 1963) (com a «assessor de so») i Marnie (1964). Va treballar en radioteatre, gènere en què va compondre per a The Mercury Theatre on the Air d'Orson Welles, i la seva primera banda sonora va ser per al debut cinematogràfic de Welles, Ciutadà Kane (Citizen Kane, 1941). Els seus altres crèdits inclouen Jane Eyre (1943), Anna i el rei de Siam (1946), El fantasma i la senyora Muir (The Ghost and Mrs. Muir, 1947), The Day the Earth Stood Still (1951), Cape Fear (1962), Fahrenheit 451 (1966) i Twisted Nerve (1968). Herrmann va escriure pel·lícules inspirades en Hitchcock, com La núvia vestia de negre (The Bride Wore Black, 1968) de François Truffaut i Sisters (1972) de Brian De Palma i Obsessió (Obsession, 1976). Va compondre les partitures de diverses pel·lícules de fantasia de Ray Harryhausen, i va compondre per a televisió, com ara Have Gun – Will Travel i The Twilight Zone de Rod Serling. La seva darrera partitura, gravada poc abans de morir, va ser per a Taxi Driver de Martin Scorsese (1976).

## Joventut i carrera
Herrmann, fill d'una família jueva de classe mitjana d'origen rus i ucraïnés, va néixer a la ciutat de Nova York com a Maximillian Herman. Era fill d'Ida Gorenstein i d'Abram Dardik, que era d'Ucraïna i havia canviat de cognom. Herrmann va assistir a l'escola secundària DeWitt Clinton, una escola pública per a nois en aquell moment a la 10th Avenue i el 59th Street a la ciutat de Nova York. El seu pare va fomentar l'activitat musical, el va portar a l'òpera i el va animar a aprendre el violí. Després de guanyar un premi de composició als tretze anys, va decidir dedicar-se a la música i va anar a la Universitat de Nova York, on va estudiar amb Percy Grainger i Philip James. També va estudiar a la Juilliard School i, als vint anys, va formar la seva pròpia orquestra, la New Chamber Orchestra de Nova York.
El 1934, es va incorporar al Columbia Broadcasting System (CBS) com a director d'equip. Al cap de dos anys, va ser nomenat director musical del Columbia Workshop, una sèrie de drama radiofònic experimental per a la qual va compondre o arranjar música. Un programa notable va ser The Fall of the City. Al cap de nou anys, va esdevenir director en cap de l'Orquestra Simfònica CBS. Va introduir més obres noves al públic nord-americà que qualsevol altre director d'orquestra. Era un defensor particular de la música de Charles Ives, que era pràcticament desconeguda en aquell moment. Els programes radiofònics de música de concert de Herrmann, que s'emetien amb títols com Invitation to Music i Exploring Music, es van planificar d'una manera poc convencional i presentaven música poc escoltada, antiga i nova, que no s'escoltava a les sales de concerts públiques. En són exemples les emissions dedicades a la música d'aficionats famosos o de personatges reials notables, com ara la música de Frederic el Gran de Prússia, Enric VIII, Carles I, Lluís XIII, etc.

Les nombroses estrenes d'Herrmann als Estats Units durant la dècada de 1940 inclouen la 22a Simfonia de Miaskovski, la 3a Simfonia de Gian Francesco Malipiero, la 1a Simfonia de Richard Arnell, la 3a Simfonia d'Edmund Rubra i la 3a Simfonia d'Ives. Va interpretar les obres de Hermann Goetz, Alexander Gretchaninov, Niels Gade i Franz Liszt, i va rebre moltes beques i premis musicals americans destacats per la seva inusual programació i el seu campionat de compositors poc coneguts. A Dictators of the Baton, David Ewen va escriure que Herrmann va ser 
| « | una de les influències més estimulants de la música de ràdio de l'última dècada. | » |

 També durant la dècada de 1940, la música de concert de Herrmann va ser represa i interpretada per mestres tan cèlebres com Leopold Stokowski, John Barbirolli, Thomas Beecham i Eugene Ormandy.
Entre dues pel·lícules fetes per Orson Welles, va escriure la partitura de The Devil and Daniel Webster (1941), de William Dieterle, per la qual va guanyar el seu únic premi de l'Acadèmia. El 1947, Herrmann va compondre la música atmosfèrica de The Ghost and Mrs. Muir. El 1951, la partitura per The Day the Earth Stood Still va incloure un instrument electrònic inhabitual, el theremin.
El 1934, Herrmann va conèixer una jove secretària de la CBS i aspirant a escriptora Lucille Fletcher. Fletcher va quedar impressionada amb el treball de Herrmann, i tots dos van començar un festeig de cinc anys. El matrimoni es va endarrerir per les objeccions dels pares de Fletcher, als quals no els agradava el fet que Herrmann fos jueu i es van desanimar pel que consideraven la seva personalitat abrasiva. La parella finalment es va casar el 2 d'octubre de 1939. Van tenir dues filles: Dorothy (nascuda el 1941) i Wendy (nascuda el 1945).
Fletcher es convertiria en una destacada guionista de ràdio, i ella i Herrmann van col·laborar en diversos projectes al llarg de la seva carrera. Va contribuir amb la partitura a la famosa presentació de ràdio de 1941 de la història original de Fletcher The Hitch-Hiker a The Orson Welles Show, i Fletcher va ajudar a escriure el llibret de la seva adaptació operística de Cims borrascosos (Wuthering Heights). La parella es va divorciar el 1948. L'any següent, es va casar amb la cosina de Lucille, Lucy (Kathy Lucille) Anderson. Aquest matrimoni va durar fins al 1964.

## Col·laboració amb Orson Welles

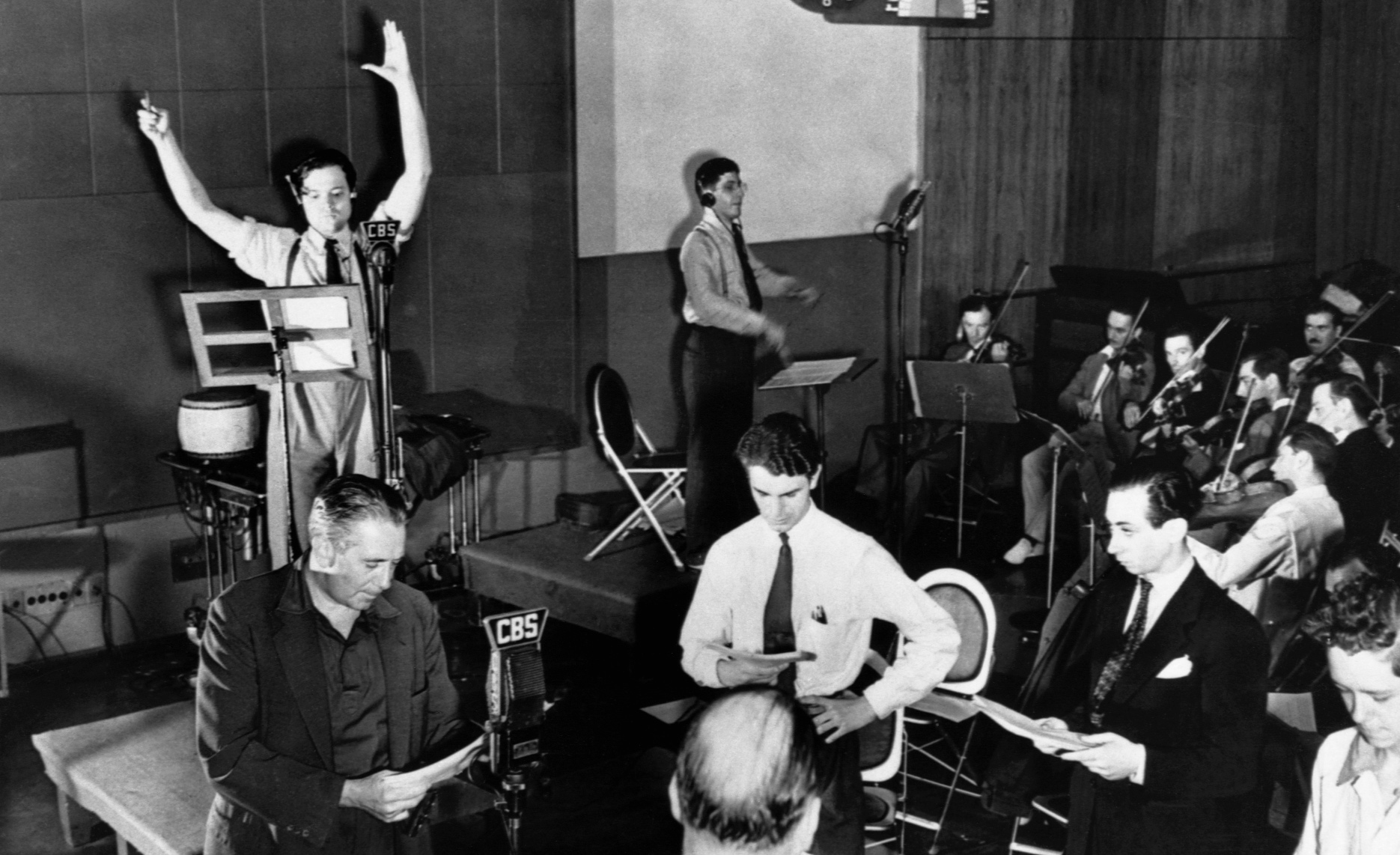
Herrmann dirigeix l'orquestra CBS Radio en un assaig de The Mercury Theatre on the Air dirigit per Orson Welles (1938)

Mentre era a la CBS, Herrmann va conèixer Orson Welles i va escriure o organitzar partitures per a programes de ràdio en què Welles participava, com ara el Columbia Workshop, el Mercury Theatre on the Air de Welles i la sèrie Campbell Playhouse (1938-1940), que eren adaptacions radiofòniques de film o obres literàries. Va dirigir les actuacions en directe, inclosa la famosa adaptació de Welles de The War of the Worlds d'H. G. Wells emesa el 30 d'octubre de 1938, fet completament en música preexistent. Herrmann va utilitzar grans seccions de la seva partitura per a l'emissió inaugural de The Campbell Playhouse, una adaptació de Rebecca, per al llargmetratge Jane Eyre (1943), la tercera pel·lícula en la qual va protagonitzar Welles.
Quan Welles va obtenir el seu contracte amb RKO Pictures, Herrmann va treballar per a ell. Va escriure la seva primera banda sonora per a Citizen Kane (1941) i va rebre una nominació a l'Oscar a la millor banda sonora d'un film dramàtic. Va compondre també l'ària de l'òpera de ficció Salammbo, que interpreta l'esposa de Kane, Susan Alexander (Dorothy Comingore). Welles volia que Herrmann fes un pastitx d'òperes reals, i li va escriure en un telegrama: «Aquí tens l'oportunitat de fer alguna cosa enginyosa i divertida». Herrmann va compondre la partitura per a The Magnificent Ambersons de Welles (1942); com el film, la música va ser molt editada per RKO Pictures. Quan més de la meitat de la seva partitura va ser eliminada de la banda sonora, Herrmann va trencar amargament els seus vincles amb la pel·lícula i va prometre accions legals si el seu nom no era eliminat dels crèdits.
Herrmann va ser director musical de la sèrie de ràdio CBS de Welles The Orson Welles Show (1941-1942), que va incloure el debut del clàssic de suspens de la seva dona Lucille Fletcher: The Hitch-Hiker; Ceiling Unlimited (1942), un programa concebut per glorificar la indústria de l'aviació i dramatitzar el paper que va tenir en la Segona Guerra Mundial; i The Mercury Summer Theatre on the Air (1946). «Benny Herrmann era un membre íntim de la família», va dir Welles al cineasta Peter Bogdanovich.
Herrmann va ser un dels que van refutar els càrrecs que Pauline Kael va fer en el seu assaig de 1971 Raising Kane, en el qual va reviure la controvèrsia sobre l'autoria del guió de Citizen Kane i va denigrar les contribucions de Welles.

## Col·laboració amb Alfred Hitchcock
Herrmann està estretament relacionat amb el director Alfred Hitchcock per a qui va escriure les partitures de set films, des de The Trouble with Harry (1955) fins a Marnie (1964), un període que va incloure Vertigen, North by Northwest i Psycho. També se li va acreditar com a consultor de so a The Birds (1963), ja que no hi havia música real, només sons d'ocells fets electrònicament.
La banda sonora del remake de L'home que sabia massa (The Man Who Knew Too Much) (1956) va ser composta per Herrmann, però dues de les peces musicals més significatives: la cançó «Que Sera, Sera» («Whatever Will Be, Will Be») i la «Storm Clouds Cantata» interpretada al Royal Albert Hall, no són de Herrmann (tot i que sí que va reorquestrar la cantata del compositor australià Arthur Benjamin escrita per a la pel·lícula anterior de Hitchcock del mateix nom). No obstant això, aquesta pel·lícula va donar a Herrmann l'oportunitat d'aparèixer a la pantalla: és el director de l'Orquestra Simfònica de Londres a l'escena de l'Albert Hall. La partitura de Herrmann per a The Wrong Man (1956) de Hitchcock és d'estil jazz i fa un ús intensiu del baix; Emmanuel Balestrero (Henry Fonda), l'home equivocat del títol, és un baixista de jazz.
La música més reconeixible de Herrmann és de Psycho de Hitchcock. Inusual per a un thriller en aquell moment, la partitura utilitza només la secció de cordes de l'orquestra. El crit de violí que s'escolta durant la famosa escena de la dutxa (que Hitchcock va suggerir originalment que no tenia cap música) és un dels moments més famosos de la història de la partitura cinematogràfica. Hitchcock va admetre en aquell moment que Psycho depenia en gran manera de la música per la tensió i sensació de fatalitat generalitzada.Plantilla:Smith David Thomson assenyala els «préstecs astuts de Herrmann de l'Eroica de Beethoven», un enregistrament del qual es pot veure al dormitori de Norman Bates (Anthony Perkins). La partitura de Herrmann també va tenir una influència directa en l'arranjament de cordes staccato del productor George Martin per al senzill dels The Beatles de 1966 «Eleanor Rigby».

La partitura per Vertigo (1958) es considera igual de magistral. En moltes de les escenes clau, Hitchcock va deixar que el protagonisme ala partitura de Herrman, una partitura les melodies de la qual, fent-se ressò del «Liebestod» de Tristan und Isolde de Richard Wagner, transmeten de manera espectacular l'amor obsessiu del personatge principal per la imatge d'una dona i subratlla que Vertigo, com Tristany, és una història d'amor i mort. Ross escriu que l'homenatge d'Hermann
| « | és una qüestió de deliberació i subtilesa. El contorn melòdic principal és el seu; l'harmonia manté la seva estructura única i característica. Està fent córrer la memòria dels que coneixen a Tristany i el subconscient dels que no. Les seves citacions velades indiquen a la seva manera la recurrència imparable del passat. | » |

Una característica notable de la partitura de Vertigen és l'ominós motiu de caiguda de dues notes que obre la suite: és una imitació musical directa de les dues notes sonades per les sirenes de boira tal com es pot sentir des del costat del pont Golden Gate de San Francisco. Aquest motiu té una rellevància directa per al film perquè les sirenes es poden sentir clarament sonant d'aquesta manera a Fort Point, el lloc on es produeix un incident clau que implica el personatge interpretat per Kim Novak.
Tanmateix, segons Dan Auiler, autor de Vertigen: The Making of a Hitchcock Classic, Herrmann va lamentar profundament no haver pogut dirigir la seva composició per a Vertigen. Una vaga de músics a Amèrica va fer que en realitat fos dirigida a Anglaterra i a Àustria per Muir Mathieson. Herrmann sempre va dirigir personalment les seves pròpies obres i donat que considerava la composició entre les seves millors obres, la va considerar com una oportunitat perduda.

En una sessió de preguntes i respostes a la casa George Eastman House l'octubre de 1973, Herrmann va afirmar que, a diferència de la majoria dels compositors de cinema que no tenien cap aportació creativa sobre l'estil i el to de la partitura, insistia en el control creatiu com a condició per acceptar un encàrrec:
| « | Tinc l'última paraula, o no faig música. La raó per insistir en això és simplement, en comparació amb Orson Welles, un home de gran cultura musical, la majoria dels altres directors són només noies perdudes al bosc. Si haguessis de seguir el seu gust, la música seria horrible. Hi ha excepcions. Una vegada vaig fer una pel·lícula, El diable i Daniel Webster amb un director meravellós William Dieterle. També va ser un home de gran cultura musical. I Hitchcock, ja ho saps, és molt sensible; em deixa sol. Depèn de la persona. Però si he d'acceptar el que diu un director, prefereixo no fer el film. Trobo que és impossible treballar així. | » |

Herrmann va declarar que Hitchcock el convidaria a la producció d'un film i, depenent de la seva decisió sobre la durada de la música, ampliaria o contractaria l'escena. Va ser Hitchcock qui va demanar a Herrmann que l'«escena de reconeixement» prop del final de Vertigen (l'escena en la qual el personatge de James Stewart s'adona de sobte de la identitat de Kim Novak) per ser interpretada amb música.
El 1963, Herrmann va començar a escriure música original per a la vuitena temporada de la sèrie d'antologia de CBS-TV Alfred Hitchcock Presents. Hitchcock només va servir com a assessor del programa, que va ser l'amfitrió, però Herrmann tornava a treballar amb l'antic actor del Mercury Theatre Norman Lloyd, coproductor (amb Joan Harrison) de la sèrie. Herrmann va musicar 17 episodis (1963-1965) i, com gran part del seu treball per a CBS, la música sovint es reutilitzava per a altres programes.

La relació d'Herrmann amb Hitchcock va acabar sobtadament quan no van estar d'acord sobre el marcador de Torn Curtain (Cortina esquinçada). Segons els informes, pressionat pels executius d'Universal, Hitchcock volia una partitura que tingués més influència de jazz i pop. El biògraf d'Hitchcock, Patrick McGilligan, va declarar que a Hitchcock li preocupava passar-se de moda i pensava que la música d'Herrmann també havia de canviar amb els temps. Herrmann va acceptar inicialment l'oferta, però després va decidir marcar la pel·lícula segons les seves pròpies idees. François Truffaut escriu:
| « | El 1966, a Hollywood i en altres llocs, era la pràctica de la indústria cinematogràfica afavorir partitures que es vendrien com a discos populars, una música de pel·lícula que es podia dansar a les discoteques. En aquest tipus de joc, Herrmann, deixeble de Wagner i Stravinsky, havia de ser un perdedor. | » |

A més: 
| « | L'eliminació d'Herrmann és una injustícia flagrant, ja que és una qüestió de constància que les seves contribucions a The Man Who Knew Too Much, North by Northwest i Psycho havien contribuït molt al succés d'aquests films. | » |

Hitchcock va escoltar només el preludi de la partitura, després es va enfrontar a Herrmann sobre la partitura pop. Herrmann, igualment indignat, va cridar: «Mira, Hitch, no pots superar la teva pròpia ombra. I no fas pel·lícules pop. Què vols de mi? Jo no escric pas música pop». Hitchcock va insistir sense parar que Herrmann canviés la partitura, violant la reivindicació general de Herrmann del control creatiu que sempre havia mantingut en els anteriors treballs junts. Herrmann va dir llavors: «Hitch, de què serveix fer més amb tu? Tenia una carrera abans que tu vinguessis, i en tindré després.» La partitura va ser rebutjada i substituïda per una de John Addison.

Segons McGilligan, Herrmann més tard va intentar reconciliar-se amb Hitchcock, però Hitchcock es va negar a veure'l. La vídua de Herrmann, Norma Herrmann, en va parlar en una conversa amb Günther Kögebehn per a la Bernard Herrmann Society el 2004:
| « | Vaig conèixer Hitchcock molt breument. Tothom diu que no van tornar a parlar mai més. El vaig conèixer, va ser fred, no va ser una reunió càlida. Va ser a Universal Studios, això devia ser entre 1969, 70 o 71. I estàvem a Universal per alguna altra raó i Herrmann va dir: «Mireu aquella petita oficina d'allà, allà hi ha el Hitch. I aquell estúpid petit aparcament. El Hitch tenia un imperi amb grans oficines i molt de personal. Després ho van reduir a la meitat, i després ho van tornar a reduir a la meitat... Anem a saludar». De fet [Herrmann] tenia un disc; sempre tenia la intenció de donar-li un disc que acabava de fer. Però no era cosa de cinema. Era Moby Dick o alguna de les seves peces de concert per prendre-la i donar-la a Hitch. Peggy, la secretària d'Hitchcock hi era. Hitch va sortir, Benny va dir «Vaig pensar que t'agradaria una còpia d'això». «Com estàs?» etc., i em va presentar. I Hitchcock era fred, però es van trobar. Es van trobar, jo hi era. I quan Herrmann va sortir de nou, va dir «Quina gran reducció de l'estatus de Hitch». | » |

El 2009, Norma Herrmann va començar a subhastar la col·lecció personal del seu marit a Bonhams, el que va afegir més detalls interessants a la relació dels dos homes. Mentre que Herrmann havia portat a Hitchcock una còpia de la seva obra clàssica després de la ruptura, Hitchcock li havia donat una còpia del seu llibre d'entrevistes de 1967 amb François Truffaut, que va escriure: «A Benny amb els meus desitjos més afectuosos, Hitch». «Això és força interessant perquè arriba un any després que Hitchcock hagués acomiadat bruscament Herrmann del seu treball en Torn Curtain i indica que Hitchcock podria haver esperat arreglar les coses amb Herrmann i fer-lo gravar la seva propera pel·lícula, Topaz:
| « | Per descomptat, una vegada que Herrmann va sentir que s'havia fet mal, no anava a dir que sí a Hitchcock tret que fos cortejat i sembla poc probable que Hitchcock estigués disposat a fer-ho, tot i que pel que sembla Hitchcock va demanar a Herrmann que tornés a fer la banda sonora per la pel·lícula Family Plot (Family Plot, la trama) just abans de morir Herrmann. Herrmann, que tenia una programació completa de pel·lícules planejades per al 1976, incloses Carrie de DePalma, The Seven Per Cent Solution i God Told Me To de Larry Cohen, es va veure feliç d'estar en condicions d'ignorar l'oferta de reunió amb Hitchcock. | » |

 La partitura no utilitzada de Herrmann per a Torn Curtain es va gravar després de la seva mort per Elmer Bernstein primer per al seu segell discogràfic de subscripció a Film Music Collection, després en una realització més completa de la partitura original per Joel McNeely i el Royal Scottish. National Orchestra i més tard, en una suite de concerts adaptada per Christopher Palmer, i dirigida per Esa-Pekka Salonen i la Filharmònica de Los Angeles per a Sony. Algunes de les indicacions de Herrmann per a Torn Curtain es van sincronitzar posteriorment al tall final, i mostren com el compositor era ben bé sintonitzat amb l'acció, i com podria haver estat més efectiva la seva partitura.

## Vida i mort posteriors
Des de final de la dècada de 1950 fins a mitjans de la dècada de 1960, Herrmann va gravar una sèrie de pel·lícules fantàstiques de temàtica mítica, com ara Viatge al centre de la Terra i les èpiques de Dinamació de Ray Harryhausen com El 7è viatge de Sinbad en català (Simbad i la princesa), Jàson i els argonautes, i L'illa misteriosa. The 3 Worlds of Gulliver. La partitura per 'The 7th Voyage va ser molt aclamada pels admiradors d'aquest gènere de films i va ser elogiada per Ray Harryhausen com la millor partitura de Herrmann de les quatre.
Durant el mateix període, Herrmann es va dedicar a escriure partitures per a programes de televisió. Va escriure les partitures de diversos episodis de la sèrie original de The Twilight Zone, inclòs el tema menys conegut utilitzat durant la primera temporada de la sèrie, així com el tema d'obertura de Have Gun - Will Travel.
A mitjans dels anys 1960, va compondre la molt apreciada partitura musical de Fahrenheit 451 de François Truffaut. Partitura per a cordes, dues arpes, vibràfon, xilòfon i glockenspiel, la partitura de Herrmann va crear un estat d'ànim impulsor i neuròtic que s'adaptava perfectament al film
El 1967, Herrmann treballava gairebé exclusivament a Anglaterra. El novembre de 1967, el compositor de 56 anys es va casar amb la periodista Norma Shepherd, de 27 anys, la seva tercera dona. L'agost de 1971, els Herrmann es van establer permanentment a Londres.
Les darreres partitures de pel·lícules de Herrmann inclouen Sisters i Obsession per a Brian De Palma. La darrera banda sonora de pel·lícula, i l'últim treball que va completar, va ser la sombria partitura per Taxi Driver (1976), dirigida per Martin Scorsese. Va ser De Palma que havia suggerit a Scorsese que fes servir el compositor. Immediatament després d'acabar l'enregistrament de la banda sonora de Taxi Driver el 23 de desembre de 1975, Herrmann va veure el resum del que havia de ser un nou encàrrec cinematogràfic, God Told Me To de Larry Cohen, i va sopar amb Cohen. Va tornar al seu hotel i va morir d'un aparent atac de cor mentre dormia l'endemà. Scorsese i Cohen van dedicar les seves pel·lícules a la seva memòria. Herrmann va ser enterrat al cementiri Beth David d'Elmont, Nova York.

## Altres obres
A més de les seves nombroses partitures de pel·lícules, Herrmann va escriure diverses peces de concert, inclosa la Simfonia el 1941; l'òpera Wuthering Heights; la cantata Moby Dick (1938), dedicada a Charles Ives; i For the Fallen, un homenatge als soldats que van morir en combat a la Segona Guerra Mundial. Totes aquestes composicions, i diverses altres, les va gravar per al segell Unicorn durant els seus últims anys a Londres. Una obra escrita al poc abans de morir, Souvenir de Voyages, va demostrar la seva capacitat d'escriure obres no programàtiques.

## Estil compositiu i filosofia
La música d'Herrmann es caracteritza per l'ús freqüent d'obstinat (patrons de repetició breus), l'orquestració de novel·les i, en les partitures cinematogràfiques, la capacitat de retratar trets de caràcter no del tot evidents d'altres elements de la pel·lícula.
Quan va començar com a músic, Herrmann es va comprometre amb un credo d'integritat personal al preu de la impopularitat: l'artista per excel·lència. La seva filosofia es resumeix amb una cita preferida de Tolstoi: «Les àguiles volen soles i els pardals volen en estols.» Així, Herrmann només va acceptar encàrrecs quan tenia la llibertat artística de compondre el que desitjava sense que el director s'hi interposi. Aquesta va ser la causa de la separació amb Hitchcock després de més d'una dècada de col·laboració.
La seva filosofia d'orquestrar el cinema es basava en el supòsit que els músics eren seleccionats i contractats per a la sessió d'enregistrament, que aquesta música no estava limitada a les forces musicals de la sala de concerts. Per exemple, el seu ús de nou arpes a Beneath the 12-Mile Reef va crear un extraordinari paisatge sonor submarí; les quatre flautes altes a Citizen Kane van contribuir a la inquietant qualitat de l'obertura, només igualada per les dotze flautes a la partitura no utilitzada de Torn Curtain; la serp a White Witch Doctor és possiblement el primer ús d'aquest instrument en una banda sonora de pel·lícula.
Herrmann va dir: «Orquestrar és com una empremta digital. No puc entendre que ho faci algú més. Seria com si algú posés color als teus quadres.»Herrmann va subscriure la creença que la millor música de pel·lícula hauria de poder mantenir-se dempeus quan es desvingués de la pel·lícula per a la qual va ser escrita originalment. Amb aquesta finalitat, va fer diversos enregistraments coneguts per a Decca d'arranjaments de la seva música de cinema, així com música d'altres compositors destacats.

## Ús d'instruments electrònics
La implicació d'Herrmann amb els instruments musicals electrònics es remunta al 1951, quan va utilitzar el theremin a The Day the Earth Stood Still. Aquesta partitura feia servir theremins aguts i greus (interpretats per Samuel Hoffmann i Paul Shure), cordes elèctriques, baix, piano preparat i guitarra juntament amb diversos pianos i arpes, orgues electrònics, metalls i percussió, i que Herrmann va tractar els theremins com una secció veritablement orquestral.
Herrmann va ser consultor de so a The Birds, que va fer un ús extensiu d'un instrument electrònic anomenat mixturtrautonium, interpretat per Oskar Sala a la banda sonora. Herrmann va utilitzar diversos instruments electrònics a la partitura d'It's Alive (És viu), així com el sintetitzador Moog per als temes principals d'Endless Night i Sisters.

## Llegat i gravació
Herrmann roman una figura destacada en el món de la música de cinema avui dia. Com a tal, la seva carrera ha estat àmpliament estudiada per biògrafs i documentalistes. La partitura només de corda per a Psycho, per exemple, va establir l'estàndard quan es va convertir en una nova manera d'escriure música per a thrillers (en lloc de grans peces totalment orquestrades). El 1992 es va fer el documental Music for the Movies: Bernard Herrmann. Va ser nominada a l'Oscar a la millor pel·lícula documental. També l'any 1992, es va produir un documental de la Ràdio Pública Nacional de 2+1⁄2 hores de durada sobre la seva vida: Bernard Herrmann: A Celebration of His Life and Music. El 1991, Steven C. Smith va escriure una biografia A Heart at Fire's Center, segons el títol d'un poema de Stephen Spender que Herrmann estimava molt.
La seva música apareix en pel·lícules i enregistraments després de la seva mort. A l'àlbum Ra de 1977, el grup nord-americà de rock progressiu Utopia va adaptar «Mountain Top/Sunrise» de Herrmann de Journey to the Center of the Earth en un arranjament de rock, com a introducció a la cançó d'obertura de l'àlbum Communion With The Sun. La dècada de 1990 va veure dues partitures icòniques d'Herrmann adaptades per a remakes: el famós compositor Elmer Bernstein va adaptar i ampliar la música d'Herrmann per a l'actualització de Martin Scorsese de Cape Fear, ampliant la partitura per incloure música de la partitura rebutjada de Herrmann a Torn Curtain i de manera similar, encara que més, fidels al material original, el compositor de pel·lícules Danny Elfman i l'orquestrador Steve Bartek van adaptar la partitura completa de Psycho d'Herrmann per al nova versió pla per pla del director Gus Van Sant. «Georgie's Theme», de la partitura de Herrmann per a la pel·lícula Twisted Nerve de 1968, és xiulada per l'assassí Elle Driver a l'escena del passadís de l'hospital a Kill Bill: Volum 1 (2003) de Quentin Tarantino. El 2011 es va fer servir la música d'Herrmann de Vertigen: el tema d'obertura es va utilitzar al pròleg del vídeo de Lady Gaga per a «Born this way» i durant una seqüència de flashback a l'episodi pilot de l'American Horror Story d'FX (que presentava «Georgie's Theme» a episodis posteriors com a motiu musical recurrent per al personatge de Tate), i Ludovic Bource va utilitzar el tema amorós als últims rodets de The Artist. La seqüència d'obertura de Vertigen també es va copiar per a la seqüència d'obertura de la minisèrie de 1993, Tales Of The City, una adaptació del primer d'una sèrie de llibres d'Armistead Maupin. Més recentment, el primer i el quart episodis de la sèrie de transmissió Homecoming del 2018 d'Amazon Prime van utilitzar indicis de Vertigen de Herrmann i The Day the Earth Stood Still respectivament.
La música cinematogràfica de Herrmann està ben representada al disc. El seu amic, John Steven Lasher, ha produït diversos àlbums amb enregistraments d'Urtext, com Battle of Neretva (La batalla del Neretva), Citizen Kane, The Kentuckian, The Magnificent Ambersons (Els magnífics Amberson), The Night Digger i Sisters, sota diversos segells propietat de Fifth Continent Australia Pty Ltd.
Herrmann va ser un dels primers i entusiastes defensors de la música de Charles Ives. Va conèixer Ives a principi de la dècada de 1930, va interpretar moltes de les seves obres mentre era director de l'Orquestra Simfònica de la CBS i va dirigir la Segona Simfònica d'Ives amb la London Symphony Orchestra (LSO) a Londres el 1956. Més tard, Herrmann va fer un enregistrament de l'obra a 1972 i aquest retrobament amb la LSO, després de més d'una dècada, va ser significatiu per a ell per diverses raons: feia temps que esperava gravar la seva interpretació de la simfonia, com que pensava que la versió de 1951 de Leonard Bernstein era «exagerada i inexacta»; a nivell personal, també va servir per alleujar la sensació que Herrmann havia mantingut durant molt de temps d'haver estat rebutjat per l'orquestra després de la seva primera visita el 1956. El compositor notòriament espinós també s'havia enfurismat amb el recent nomenament del nou director en cap de la LSO, André Previn, que Herrmann detestava, i es referia amb menyspreu com «aquell noi del jazz».
Herrmann també era un fervent defensor del compositor de l'època romàntica Joachim Raff, la música del qual havia caigut gairebé en l'oblit als anys 1960. Durant els 1940, Herrmann havia tocat la 3a i 5a simfonies de Raff a les seves emissions de ràdio CBS. El maig de 1970, Herrmann va dirigir l'estrena mundial de la Cinquena Simfonia Lenore de Raff per al segell Unicorn, que va finançar principalment ell mateix. L'enregistrament no va atreure gaire atenció en aquest temps, tot i rebre excel·lents crítiques, però ara es considera un punt d'inflexió important en la rehabilitació de Raff com a compositor.
El 1996, Sony Classical va llançar The Film Scores, una gravació de la música de Herrmann interpretada per la Filharmònica de Los Angeles sota la batuta d'Esa-Pekka Salonen. Aquest disc va rebre el 1998 el Premi de Música Clàssica de Cannes al Millor Enregistrament Orquestral del segle xx. També va ser nominat al premi Grammy de 1998 al millor àlbum d'enginyeria clàssica.
Decca va reeditar en CD una sèrie d'enregistraments amb Herrmann dirigint l'Orquestra Filharmònica de Londres, sobretot en fragments de les diverses partitures de films, inclosa una dedicada a la música de diverses de les pel·lícules de Hitchcock (incloses Psycho, Marnie i Vertigen). A les notes de l'àlbum de la Fase 4 de Hitchcock, Herrmann va dir que la suite de The Trouble with Harry era un «retrat de Hitch». Un altre àlbum va estar dedicat a les partitures de fantasia, algunes per a films de l'animador d'efectes especials Ray Harryhausen, incloent música de The Seventh Voyage of Sinbad i The Three Worlds of Gulliver. Els seus altres LPs incloïen Music from the Great Film Classics (suites i fragments de Jane Eyre, The Snows of Kilimanjaro, Citizen Kane and The Devil i Daniel Webster); i "The Fantasy World of Bernard Herrmann" (Viatge al centre de la Terra, El dia que la Terra es va aturar i Fahrenheit 451.)
Charles Gerhardt va dirigir una gravació de RCA de 1974 titulada «The Classic Film Scores of Bernard Herrmann» amb l'Orquestra Filharmònica Nacional. Hi va incloure suites de Citizen Kane (amb Kiri Te Kanawa cantant l'Ària de Salammbo) i White Witch Doctor, juntament amb música dOn Dangerous Ground (Terreny perillós), Beneath the 12-Mile Reef i el concert per a piano de Hangover Square.
Durant els seus últims anys a Anglaterra, entre 1966 i 1975, Herrmann va fer diversos LP de música d'altres compositors. Aquests inclouen enregistraments The Planets de Gustav Holst i la 2a Simfonia de Charles Ives, així com un àlbum titulat The Impressionists (música de Satie, Debussy, Ravel, Fauré i Honegger) i un altre titulat The Four Faces of Jazz (obres de Weill, Gershwin, Stravinsky i Milhaud). A més d'enregistrar la seva música de pel·lícula, va fer discs de partitures de pel·lícules d'altres, com Great Shakespearean Films (música de Dmitri Xostakóvitx per a Hamlet, Walton per a Ricard III i Rózsa per a Juli Cèsar) i Great British Film Music (partitures de pel·lícules de Lambert, Bax, Benjamin, Walton, Vaughan Williams i Bliss).
Per a Unicorn Records, va gravar entre d'altres la cantata Moby Dick, l'òpera Wuthering Heights, la simfonia i les suites Welles Raises Kane i The Devil i Daniel Webster.
Pristine Audio va llançar dos CD de les emissions de ràdio de Herrmann. Un està dedicat a un programa de la CBS de 1945 que inclou música de Handel, Vaughan Williams i Elgar; la resta inclou obres de Charles Ives, Robert Russell Bennett i Herrmann.

## Influències i llegat
Les obres de Herrmann són àmpliament estudiades, imitades i interpretades fins als nostres dies. El seu treball ha deixat una profunda influència en els compositors de música de cinema que el van seguir, els més notables van ser John Williams, Elmer Bernstein, Jerry Goldsmith, Howard Shore, Lalo Schifrin James Horner i altres. Stephen Sondheim va trobar que Herrmann era una influència principal després de veure la pel·lícula Hangover Square.
El popular compositor Danny Elfman considera que Herrmann és qui més ha influït en el seu estil. Ha dit que escoltar la partitura de Herrmann a The Day the Earth Stood Still quan era un nen va ser la primera vegada que es va adonar del paper de la música en el cinema. El pastitx de la música d'Herrmann es pot escoltar a la partitura d'Elfman per a Pee-Wee's Big Adventure, concretament a les pistes «Stolen Bike» i «Clown Dream», que fan referència a «The Murder» de Psycho de Herrmann i «The Duel With the Skeleton» de 7th. Viatge de Simbad respectivament. El preludi del tema principal de Batman d'Elfman fa referència a «Mountain Top/Sunrise» de Herrmann de Journey to the Center of the Earth, i el «motiu del destí» del personatge del Joker que s'escolta al llarg de la partitura està inspirat en Vertigen d'Herrmann. Es pot escoltar un homenatge més integral a les partitures posteriors d'Elfman per a Mars Attacks! i Hitchcock, aquest últim basat en la creació de Psycho de Hitchcock, així com el moviment «Blue Strings» del primer treball de concert d'Elfman, Serenada Schizophrana.
A més d'Elfman, els companys compositors de cinema Richard Band, Graeme Revell, Christopher Young, Alexandre Desplat i Brian Tyler consideren que Herrmann és una gran inspiració. L'any 1985, el tema d'obertura de Richard Band a Re-Animator s'emprèn molt de la partitura inicial de Herrmann a Psycho. El 1990, Graeme Revell havia adaptat la música d'Herrmann de Psycho per a la seva seqüela-preqüela televisiva Psycho IV: The Beginning. La música orquestral primitiva de Revell durant els primers anys dels noranta, com Child's Play 2 (que la seva partitura musical recorda les partitures de Herrmann a la pel·lícula Sisters de 1973, a causa dels sintetitzadors incorporats a les parts esgarrifoses de la partitura orquestral) així com la de 1963 en l'episodi «Living Doll» de The Twilight Zone (que va inspirar la franquícia Child's Play), eren molt semblants al treball de Herrmann. A més, la partitura de Revell per al videojoc Call of Duty 2 recordava les rares partitures musicals de la Segona Guerra Mundial de Herrmann, com ara The Naked and the Dead i Battle of Neretva. Young, que al principi era un bateria de jazz, va escoltar les obres de Herrmann que el van convèncer de ser compositor de cinema. La partitura de Tyler per a la pel·lícula Frailty (Calfred) de Bill Paxton va estar influenciada per la música de pel·lícula de Herrmann.
George Martin, més conegut per produir i afegir sovint orquestració a la música dels Beatles, cita Herrmann com una influència en el seu propi treball, especialment en la partitura de Martin de la cançó dels Beatles «Eleanor Rigby». Martin més tard va ampliar-ho com a suite ampliada per a la pel·lícula de 1984 de McCartney Give My Regards to Broad Street, que inclou un homenatge molt reconeixible a la partitura de Herrmann per a Psycho.
El compositor, saxofonista i productor d'avantguarda John Zorn, a la pel·lícula biogràfica A Bookshelf on Top of the Sky, va citar Bernard Herrmann com un dels seus compositors favorits i una gran influència.
A més d'adaptar i ampliar la partitura original de Cape Fear per al remake de Martin Scorsese, Elmer Bernstein va gravar la partitura de Herrmann per a The Ghost and Mrs. Muir, publicada el 1975 amb el segell Varèse Sarabande i posteriorment reeditat en CD als anys noranta.

David Thomson l'anomena com al millor compositor de pel·lícules, i va escriure: 
| « | Herrmann sabia com de bonic havia de ser la foscor, i estava en el seu millor moment en ritus de consternació, somnis foscos, introspecció i el trist romanç de la solitud. Ningú més s'hauria atrevit. o conegut per fer que la partitura de Taxi Driver sigui un lament d'amor impossible... No obstant això, la partitura de Taxi Driver és universalment cinematogràfica: parla d'estar assegut a les fosques, ple de por i de desig, mirant. | » |

## Elogis
Aquests premis i nominacions estan registrats per l'Acadèmia de les Arts i les Ciències de Cinema:
- 1941: Guanyador, Partitura musical d'una pel·lícula dramàtica, The Devil and Daniel Webster (més tard rebatejat com a All That Money Can Buy)
- 1941: Nominat, partitura musical d'una pel·lícula dramàtica, Citizen Kane
- 1946: nominada, partitura musical d'una pel·lícula dramàtica, Anna i el rei de Siam
- 1976: Nominat, Partitura original, Obsession
- 1976: Nominat, Partitura original, Taxi Driver

Institut Americà de Cinema
El 2005, l'American Film Institute va classificar respectivament les partitures d'Herrmann per a Psycho i Vertigo #4 i #12 a la seva llista de les 25 millors partitures de pel·lícules. Les seves partitures de les pel·lícules següents també van ser nominades a la llista:
- Citizen Kane (1941)
- All That Money Can Buy (1941)
- Jane Eyre (1944)
- El fantasma i la senyora Muir (1947)
- The Day the Earth Stood Still (1951)
- Perseguit per la mort (1959)
- Taxi Driver (1976)

Premis de cinema de l'Acadèmia Britànica
- 1976: Guanyador, British Academy Film Award, Millor música de pel·lícula, Taxi Driver

## En la cultura popular
- Destacat (música i com a personatge) a The Lovesong of Alfred J. Hitchcock de David Rudkin (BBC Radio, 1993)
- Tema de «Marnie» adaptada com a cançó per a la pel·lícula Marnie, aquesta és una portada de gravació d'estudi del vocalista Michael Poss a l'àlbum de 2000.
- Part de la partitura de Herrmann per a The Trouble with Harry es va utilitzar en un anunci de televisió nord-americà del 2010 per al Volkswagen CC.[43]
- La música de la banda sonora de Vertigen es va utilitzar al documental Spitfire Women de la BBC Four, emès al Regne Unit el setembre de 2010.[44]
- Un anunci de televisió del 2011 titulat «Snowpocalypse» per a vehicles amb tracció integral Dodge utilitza el tema principal de Herrmann per a Cape Fear.[45]
- «Gimme Some More» de Busta Rhymes es basa en una mostra de la partitura de Herrmann de Psycho.
- El pròleg del vídeo de Lady Gaga del 2011 per a la cançó Born This Way inclou el preludi Vertigo de Herrmann.[46]
- La sèrie FX del 2011 American Horror Story va utilitzar indicis de Twisted Nerve, Psycho i Vertigo per a les partitures dels episodis.
- La pel·lícula de 2011 The Artist va utilitzar una gravació de la banda sonora del tema amorós de Vertigo. L'actriu de cinema Kim Novak més tard va expressar la seva preocupació per l'ús de la música, dient que la seva obra «havia estat violada per The Artist».[47]
- Paul Schackman va interpretar Herrmann a la pel·lícula biogràfica de 2012 Hitchcock.
- «The Whistle Song» de Twisted Nerve es va utilitzar com a tema d'obertura de la pel·lícula de Quentin Tarantino Kill Bill: Volume 1.
- Les partitures de Herrmann de moltes pel·lícules d'Hitchcock apareixen de manera destacada a la producció teatral immersiva de la ciutat de Nova York Sleep No More; Destaca especialment el preludi de The Man Who Knew Too Much, mentre els membres del públic recorren el fosc laberint semblant a un portal al començament de l'experiència, liderant retrocedeixen en el temps fins als anys trenta; moments de Psycho que s'utilitza per subratllar els elements Macbeth de la història; i els bucles d'una hora de durada dels personatges que es reinicien a la suite d'obertura des de Vertigo.
- Benny & Hitch - «un nou drama radiofònic, amb música orquestral en directe, sobre l'extraordinària i explosiva relació entre el director Alfred Hitchcock i el compositor Bernard Herrmann». Interpretat com a part de la sèrie BBC Concert Orchestra. https://www.bbc.co.uk/events/e9qrn3 L'obra ha estat escrita per Andrew McCaldon. Va ser interpretat/gravat en directe el diumenge 16 d'octubre de 2022 a l'Alexandra Palace Theatre de Londres amb la BBC Concert Orchestra dirigida per Ben Palmer. Actuant com a Hitchcock i Herrmann respectivament, Toby Jones (que també va interpretar a Hitchcock a la coproducció de la BBC/HBO The Girl de 2012) i Tim McInnerny. També compta amb Joanna Munro com a Alma Hitchcock, Tara Ward com a Lucy Anderson (i Tippi Hedren) i Jonathan Forbes com a Lew Wasserman (i breument com a Paul Newman). Emès a BBC Radio 3 el 25 de desembre de 2022 a les 19.30 h. Ara disponible per transmetre a BBC Sounds https://www.bbc.co.uk/sounds/play/m001g9pz

## Partitures de pel·lícules
| Any  | Títol                                                                 | Director             | Notes                                                                                                 |
| ---- | --------------------------------------------------------------------- | -------------------- | --- |
| 1941 | Ciutadà Kane (Citizen Kane)                                           | Orson Welles         | Nominat a l'Oscar                                                                                     |
| 1941 | All That Money Can Buy també conegut com The Devil and Daniel Webster | William Dieterle     | Guanyador de l'Oscar                                                                                  |
| 1942 | Els magnífics Amberson (The Magnificent Ambersons)                    | Orson Welles         | Sense acreditar (a petició pròpia); pistes addicionals compostes per Roy Webb                         |
| 1943 | Jane Eyre                                                             | Robert Stevenson     | |
| 1945 | Hangover Square                                                       | John Brahm           | |
| 1946 | Anna i el rei de Siam (Anna and the King of Siam)                     | John Cromwell        | Nominat a l'Oscar                                                                                     |
| 1947 | El fantasma i la senyora Muir (The Ghost and Mrs. Muir)               | Joseph L. Mankiewicz | |
| 1948 | Retrat de Jennie (Portrait of Jennie)                                 | William Dieterle     | Tema                                                                                                  |
| 1951 | The Day the Earth Stood Still                                         | Robert Wise          | Nominat al Globus d'Or                                                                                |
| 1951 | Terreny perillós (On Dangerous Ground)                                | Nicholas Ray         | |
| 1952 | 5 Fingers                                                             | Joseph L. Mankiewicz | |
| 1952 | The Snows of Kilimanjaro                                              | Henry King           | |
| 1953 | White Witch Doctor                                                    | Henry Hathaway       | |
| 1953 | Beneath the 12-Mile Reef                                              | Robert Webb          | |
| 1953 | King of the Khyber Rifles                                             | Henry King           | |
| 1954 | Garden of Evil                                                        | Henry Hathaway       | |
| 1954 | Sinuhé (The Egyptian)                                                 | Michael Curtiz       | Co-composer: junt amb Alfred Newman                                                                   |
| 1955 | Prince of Players                                                     | Philip Dunne         | |
| 1955 | Però, qui ha mort en Harry? (The Trouble with Harry)                  | Alfred Hitchcock     | |
| 1955 | The Kentuckian                                                        | Burt Lancaster       | |
| 1956 | L'home que sabia massa (The Man Who Knew Too Much)                    | Alfred Hitchcock     | (cameo – director / Ell mateix), sense acreditar                                                      |
| 1956 | The Man in the Gray Flannel Suit                                      | Nunnally Johnson     | |
| 1956 | Fals culpable (The Wrong Man)                                         | Alfred Hitchcock     | |
| 1957 | Williamsburg: the Story of a Patriot                                  | George Seaton        | Tema breu                                                                                             |
| 1957 | A Hatful of Rain                                                      | Fred Zinnemann       | |
| 1958 | Vertigen (D'entre els morts) (Vertigo)                                | Alfred Hitchcock     | |
| 1958 | The Naked and the Dead                                                | Raoul Walsh          | |
| 1958 | Simbad i la princesa (The 7th Voyage of Sinbad)                       | Nathan H. Juran      | |
| 1959 | Perseguit per la mort (North by Northwest)                            | Alfred Hitchcock     | |
| 1959 | Blue Denim                                                            | Philip Dunne         | |
| 1959 | Viatge al centre de la Terra (Journey to the Center of the Earth)     | Henry Levin          | |
| 1960 | Psicosi (Psycho)                                                      | Alfred Hitchcock     | |
| 1960 | The 3 Worlds of Gulliver                                              | Jack Sher            | |
| 1961 | L'illa misteriosa (Mysterious Island)                                 | Cy Endfield          | |
| 1962 | Tendra és la nit (Tender Is the Night)                                | Henry King           | |
| 1962 | Cape Fear                                                             | J. Lee Thompson      | |
| 1963 | Jàson i els argonautes (Jason and the Argonauts)                      | Don Chaffey          | |
| 1963 | Els ocells (The Birds)                                                | Alfred Hitchcock     | consultor de so                                                                                       |
| 1964 | Marnie                                                                | Alfred Hitchcock     | |
| 1965 | Joy in the Morning                                                    | Alex Segal           | |
| 1966 | Cortina esquinçada (Torn Curtain)                                     | Alfred Hitchcock     | puntuació no utilitzada                                                                               |
| 1966 | Fahrenheit 451                                                        | François Truffaut    | |
| 1968 | La núvia vestia de negre (La Mariée était en Noir)                    | François Truffaut    | |
| 1968 | Twisted Nerve                                                         | Roy Boulting         | tema principal que apareix a Kill Bill: Volum 1 (2003)                                                |
| 1969 | La batalla del Neretva (Bitka na Neretvi)                             | Veljko Bulajić       | |
| 1971 | The Night Digger                                                      | Alastair Reid        | |
| 1972 | Endless Night                                                         | Sidney Gilliat       | |
| 1972 | Sisters                                                               | Brian De Palma       | |
| 1974 | És viu (It's Alive)                                                   | Larry Cohen          | |
| 1976 | Obsessió (Obsession)                                                  | Brian De Palma       | nominada a l'Oscar; estrena pòstuma                                                                   |
| 1976 | Taxi Driver                                                           | Martin Scorsese      | nominat a l'Oscar i al Grammy; guanyador del BAFTA; Partitura final de la pel·lícula; estrena pòstuma |
| 1978 | És viu 2 (It Lives Again)                                             | Larry Cohen          | Temes originals de És viu; arreglat i dirigit per Laurie Johnson                                      |

## Partitures de televisió
El treball de Herrmann per a televisió inclou partitures per a westerns com Cimarron Strip, Gunsmoke, Rawhide, Have Gun – Will Travel, així com la pel·lícula de televisió de suspens de 1968 Companions in Nightmare.
Per a The Twilight Zone:
- Temes d'obertura i de tancament (utilitzats només durant la temporada 1959-1960)
- Where Is Everybody? (emès per primera vegada el 2 d'octubre de 1959)
- Walking Distance (emès per primera vegada el 30 d'octubre de 1959)
- The Lonely (emès per primera vegada el 13 de novembre de 1959)
- Eye of the Beholder (emès per primera vegada l'11 de novembre de 1960)
- Little Girl Lost (emès per primera vegada el 16 de març de 1962)
- Living Doll (emès per primera vegada l'1 de novembre de 1963)

Per a la Alfred Hitchcock Hour:
- A Home Away from Home (emès per primera vegada el 27 de setembre de 1963)
- Terror at Northfield (emès per primera vegada l'11 d'octubre de 1963
- You'll Be the Death of Me (emès per primera vegada el 18 d'octubre de 1963)
- Nothing Ever Happens in Linvale (emès per primera vegada el 8 de novembre de 1963)
- The Jar (emès per primera vegada el 14 de febrer de 1964)
- Behind the Locked Door (emès per primera vegada el 27 de març de 1964
- Body in the Barn (emès per primera vegada el 3 de juliol de 1964)
- Change of Address (emès per primera vegada el 12 d'octubre de 1964)
- Water's Edge (emès per primera vegada el 19 d'octubre de 1964)
- The Life Work of Juan Diaz (emès per primera vegada el 26 d'octubre de 1964)
- The McGregor Affair (emès per primera vegada el 23 de novembre de 1964)
- Misadventure (emès per primera vegada el 7 de desembre de 1964)
- Consider Her Ways (emès per primera vegada el 28 de desembre de 1964)
- Where the Woodbine Twineth (emès per primera vegada l'11 de gener de 1965)
- Una finestra desbloquejada (emès per primera vegada el 15 de febrer de 1965)
- Wally the Beard (emès per primera vegada l'1 de març de 1965)
- Death Scene (emès per primera vegada el 8 de març de 1965)

## Partitures de ràdio
Aquestes obres són per a narrador i orquestra completa, destinades a ser emeses per ràdio (ja que una veu humana no es podria escoltar a tot el volum d'una orquestra). En una emissió de 1938 del Columbia Workshop, Herrmann va distingir "melodrama" de "melodrama" i va explicar que aquestes obres no formen part de la primera, sinó de la segona. Les obres de 1935 van ser compostes abans de juny de 1935.
- La Belle Dame Sans Merci (setembre de 1934)
- The City of Brass (desembre de 1934)
- Annabel Lee (1934–1935)
- Cicle de poemes (1935):
  - La fulla del salze
  - No ploris més, fonts tristes
  - Alguna cosa diu
- A Shropshire Lad (1935)
- Cynara (juny de 1935)

Música incidental
Vegeu també Columbia Workshop per als programes en què Herrmann va participar però no va escriure música original.
- Palmolive Beauty Box (c. 1935) (2 senyals existents)
- Dauber (octubre de 1936)
- Rhythm of the Jute Mill (desembre de 1936)
- Els déus de la muntanya (1936)
- A Christmas Carol (1954, un especial de CBS-TV, després de Dickens)
- A Child Is Born (1955, un especial de televisió presentat per Ronald Reagan amb els cantants Nadine Conner i Theodor Uppman)
- Brave New World (1956)

Obres escèniques
- Wuthering Heights, Opera (1951)
- El rei de Schnorrers (1968) Comèdia musical

## Obres de concert
- El bosc, poema simfònic per a gran orquestra (1929)
- November Dusk, poema simfònic per a gran orquestra (1929)
- Tempest and Storm: Furies Shrieking!, per a piano (1929)
- The Dancing Faun i The Bells, dues cançons per a veu mitjana i petita orquestra de cambra (1929)
- Requiescat, violí i piano (1929)
- Twilight, violí i piano (1929)
- March Militaire (1932), música de ballet per a Americana Revue (1932)
- Ària per a flauta i arpa (1932)
- Variacions sobre "Deep River" i "Water Boy" (1933)
- Prelude to Anathema, per a quinze instruments (1933)
- Silent Noon, per a catorze instruments (1933)
- The Body Beautiful (1935), música de l'obra de Broadway
- Nocturn i Scherzo (1935)
- Sinfonietta per a cordes (1935)
- Currier i Ives, suite (1935)
- Concert per a violí, inacabat (1937)
- Moby Dick, cantata (1937)
- Johnny Appleseed, cantata inacabada (1940)
- Simfonia núm. 1 (1941)
- The Fantasticks (1942)
- El diable i Daniel Webster, suite (1942)
- Per als caiguts (1943)
- Welles Raises Kane (1943)
- Echoes, quartet de corda (1965)
- Souvenirs de Voyage (1967)